# 平井楳仙
平井 楳仙（ひらい ばいせん、1889年1月5日 - 1969年8月30日）は、京都府京都市生まれの日本画家。帝国美術院展覧会審査委員。本名は平井秀三。

## 略歴
1906年（明治39年）に京都市立美術工芸学校絵画科卒業。1907年（明治40年）新古美術展四等受賞（夕月）第1回文展入選（宮苑の朝）。
1910年（明治43年）に京都市立美術工芸学校卒業生入江波光・榊原紫峰らによる研究会「桃花会」を結成し、翌年には、榊原紫峰・野長瀬晩花・星野空外ら京都大学文学研究者たちと「バトサヤ」を立ち上げる。文部省美術展覧会（初期文展・新文展）・帝国美術院展覧会に無鑑査出品を続け、戦後は後援会の楳推会を中心に活躍した。

## 出品歴
- 1907年 (明治40年)新古美術展四等受賞（夕月）・第一回文展に入選（宮苑の朝）
- 1908年 (明治41年)新古美術展五等受賞・第二回文展に入賞（晩春）
- 1909年 (明治42年)第三回文展三等賞（没落）
- 1910年 (明治43年)第四回文展三等賞（大仏炎上）[1]・ロンドン日英博覧会銀賞受賞
- 1911年 (明治44年)新古美術展三等受賞・第五回文展褒状を受ける（赤つち山）
- 1912年 (明治45年)第六回文展三等賞（こさめの朝・浦づたい）
- 1913年 (大正2年)新古美術展四等賞（時雨）・大正博覧会三等六席を受賞
- 1914年 (大正3年)第八回文展三等賞受賞（遼河の夏）・東京大正博覧会銀杯受賞
- 1915年 (大正4年)第九回文展二等賞受賞（夏三題）無鑑査になる
- 1916年 (大正5年)第十回文展無鑑査出品（都三十景）
- 1917年 (大正6年)第十一回文展入選（夏）
- 1918年 (大正7年)第十二回文展入選（天変地異）
- 1919年 (大正8年)第一回帝展入選（日盛り）
- 1920年 (大正9年)第二回帝展入選（山陰道濱村）
- 1921年 (大正10年)第三回帝展入選（山陰の風景）
- 1922年 (大正11年)第四回帝展無鑑査出品（静けき夕）・審査委員になる
- 1924年 (大正13年)第五回帝展に審査委員として出品
- 1925年 (大正14年)第六回帝展に審査委員として出品
- 1926年 (大正15年)第七回帝展に審査委員として出品・聖徳太子奉讃展に出品（暖かき日）
- 1927年 (昭和2年)第八回帝展に審査委員として出品
- 1928年 (昭和3年)第九回帝展に無鑑査出品（塩田）
- 1929年 (昭和4年)第十回帝展に無鑑査出品（寒江暮色）
- 1930年 (昭和5年)第十一回帝展に無鑑査出品（錦渓静寂）・第二回聖徳太子奉讃展に出品（夏の朝）
- 1932年 (昭和7年)第十四回帝展に出品（秋雨の静にふる朝）
- 1934年 (昭和9年)大礼記念京都美術館展覧会に出品
- 1941年 (昭和16年)第四回新文展に無鑑査出品（加茂茄子）
- 1942年 (昭和17年)第六回新文展に無鑑査出品（敵国降伏）

## その他
- 大日本武徳会遊泳術教士号
- 1932年 (昭和7年)第10回ロサンゼルス万国オリンピック芸術競技に東山魁夷や棟方志功らと日本画代表として出場
- 1955年 (昭和30年)古式泳法小堀流「素川会」結成
- 1957年 (昭和32年)三笠宮御台臨日本泳法大会にて水画墨竹・模範演技御前遊などを演じる。
- 日本泳法大会審判・京都踏水会参与

## 作品
| 作品名          | 技法     | 形状・員数 | 寸法（縦x横cm）                             | 所有者                       | 年代                 | 出品展覧会 | 落款・印章 | 備考 |
| --------------- | -------- | ---------- | ------------------------------------------- | ---------------------------- | -------------------- | ---------- | ---------- | ---- |
| 寿永のあき 上巻 | 絹本著色 | 1巻        | 55.6x293.7                                  | フェレンツ・ポップ東洋美術館 | 1910年（明治43年）頃 |            |            |      |
| 日盛り          | 絹本著色 | 二曲一双   | 170.0x188.0（各）                           | 京都国立近代美術館           | 1919年 (大正8年)     | 第1回帝展  |            |      |
| 山陰風景        | 絹本著色 | 1幅        | 162.3x85.0                                  | 京都国立近代美術館           | 1921年 (大正10年)    | 第3回帝展  |            |      |
| 山陰の水郷      | 絹本著色 | 額装2面    | 179.0x118.0（各）                           | 京都国立近代美術館           | 1924年 (大正13年)    | 第5回帝展  |            |      |
| 光明心殿        | 絹本著色 | 3幅対      | 中幅：232.0x113.0・左右幅：232.0x53.0（各） | 徳島県立近代美術館           | 1926年 (大正15年)    |            |            |      |
| 寒江暮色        | 絹本著色 | 二曲一隻   | 242.0x272.0                                 | 京都市美術館                 | 1929年 (昭和4年)     | 第10回帝展 |            |      |
| 桃に小禽        | 絹本著色 | 額装1面    | 67.5x70.8                                   | 東京国立近代美術館           | 1942年 (昭和17年)    | 献納展     |            |      |